# Orden de San Miguel y San Jorge
La Distinguidísima Orden de San Miguel y San Jorge es una Orden de códigos de caballería británica fundada el 28 de abril de 1818 por Jorge, príncipe de Gales (luego Jorge IV) mientras actuaba como príncipe regente por su padre, Jorge III.

## Miembros
- Soberano : Carlos III
- Gran maestre : Eduardo de Kent KG GCMG GCVO CD ADC (1967)

La Orden incluye tres clases, en orden de jerarquía descendiente:
- Caballero gran cruz o dama gran cruz (GCMG)
- Caballero comendador o dama comendadora (KCMG)
- Compañero (CMG)

## Destinatarios
Es usada para honrar a individuos que han rendido importantes servicios a la Mancomunidad Británica de Naciones o a naciones extranjeras. La gente es designada a la Orden en vez de serles concedida. Los embajadores son regularmente designados CMGs. El espía de Ian Fleming, James Bond, fue ficticiamente condecorado con el CMG en 1953 mencionado en la novela Desde Rusia con Amor).
El lema de la Orden es Auspicium melioris aevi (en latín "Señal de una mejor edad"). Sus santos patrones, como el nombre lo sugiere, son San Miguel el Arcángel y San Jorge. Uno de sus símbolos principales es San Miguel pisoteando a Satán; los otros son la Cruz de San Jorge y San Jorge pisoteando al dragón.
La Orden es la sexta más antigua en el Sistema de Honores Británico, después de La Nobilísima de la Liga, La Antiquísima y Nobilísima Orden del Cardo, La Ilustrísima Orden de San Patricio, La Honorabilísima Orden del Baño y La Eminentísima Orden de la Estrella de la India. La tercera de las Órdenes mencionadas —la cual relaciona a Irlanda, ya no parte del Reino Unido— sigue existiendo pero está en desuso; no se han hecho nombramientos a la misma desde 1934. La última de las Órdenes en la lista, relacionada con la India, también ha estado en desuso desde la independencia del país en 1947.
Algunas veces se ha dicho en broma que las abreviaturas significan realmente "Call Me God" (CMG, en español: "Llámame Dios"), "Kindly Call Me God" (KCMG, en español: "Llámame Dios Consideradamente") y "God Calls Me God" (GCMG, en español: "Dios me dice Dios"). Esto se hizo generalmente conocido a través de la serie de televisión Sí, Ministro, pero estuvo en uso en el Servicio Diplomático mucho tiempo antes.

## Capilla

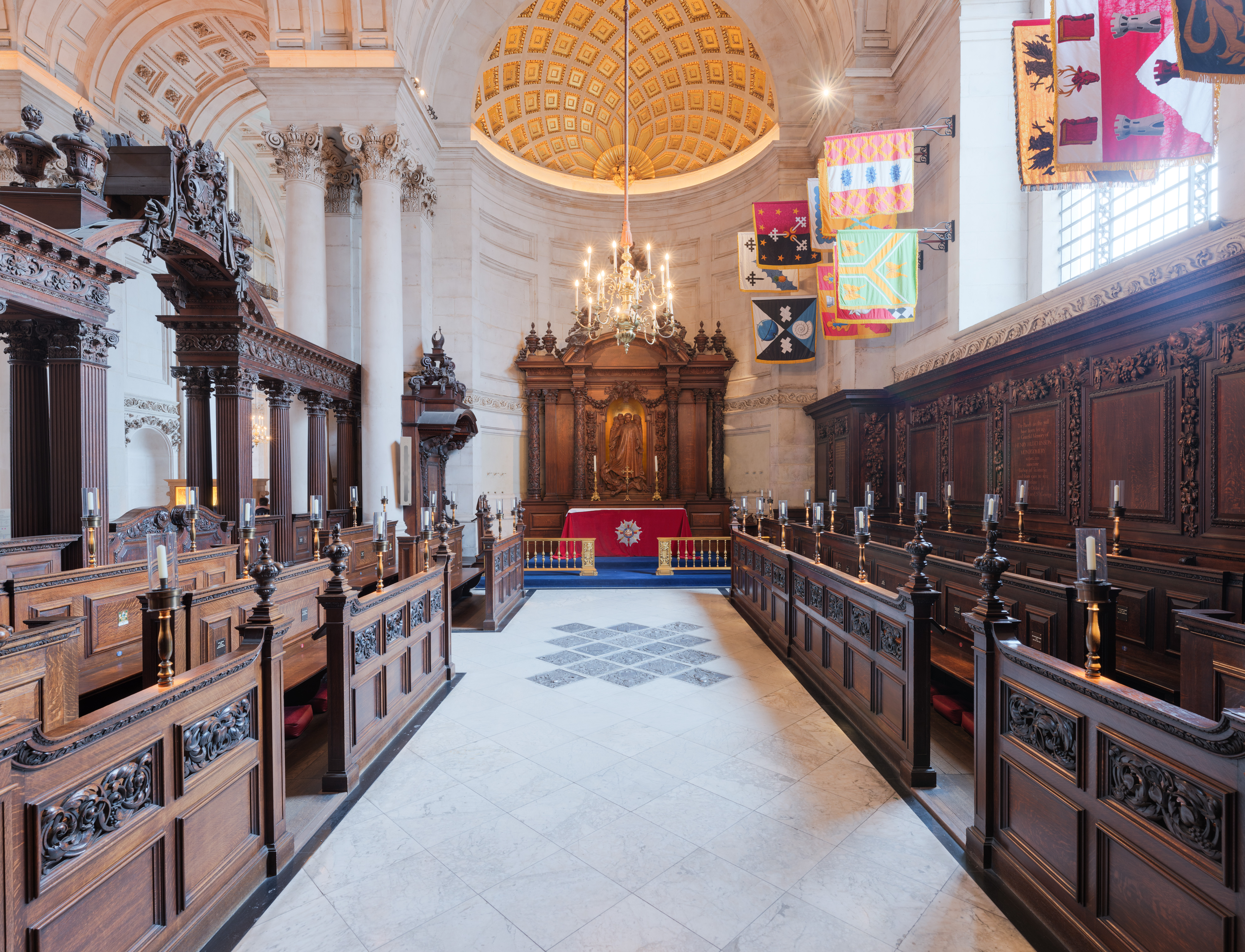
La capilla de la Orden en la catedral de San Pablo en la Ciudad de Londres.

La Orden posee una capilla que, históricamente, estaba en el palacio de San Miguel y San Jorge en la ciudad de Corfú en las islas jónicas en Grecia (hoy el Museo de Arte Asiático de Corfú). Después 1906, la capilla oficial de la Orden de San Miguel y San Jorge está ubicada en la Catedral de San Pablo de Londres, que también acoge la capilla del Orden del Imperio Británico.

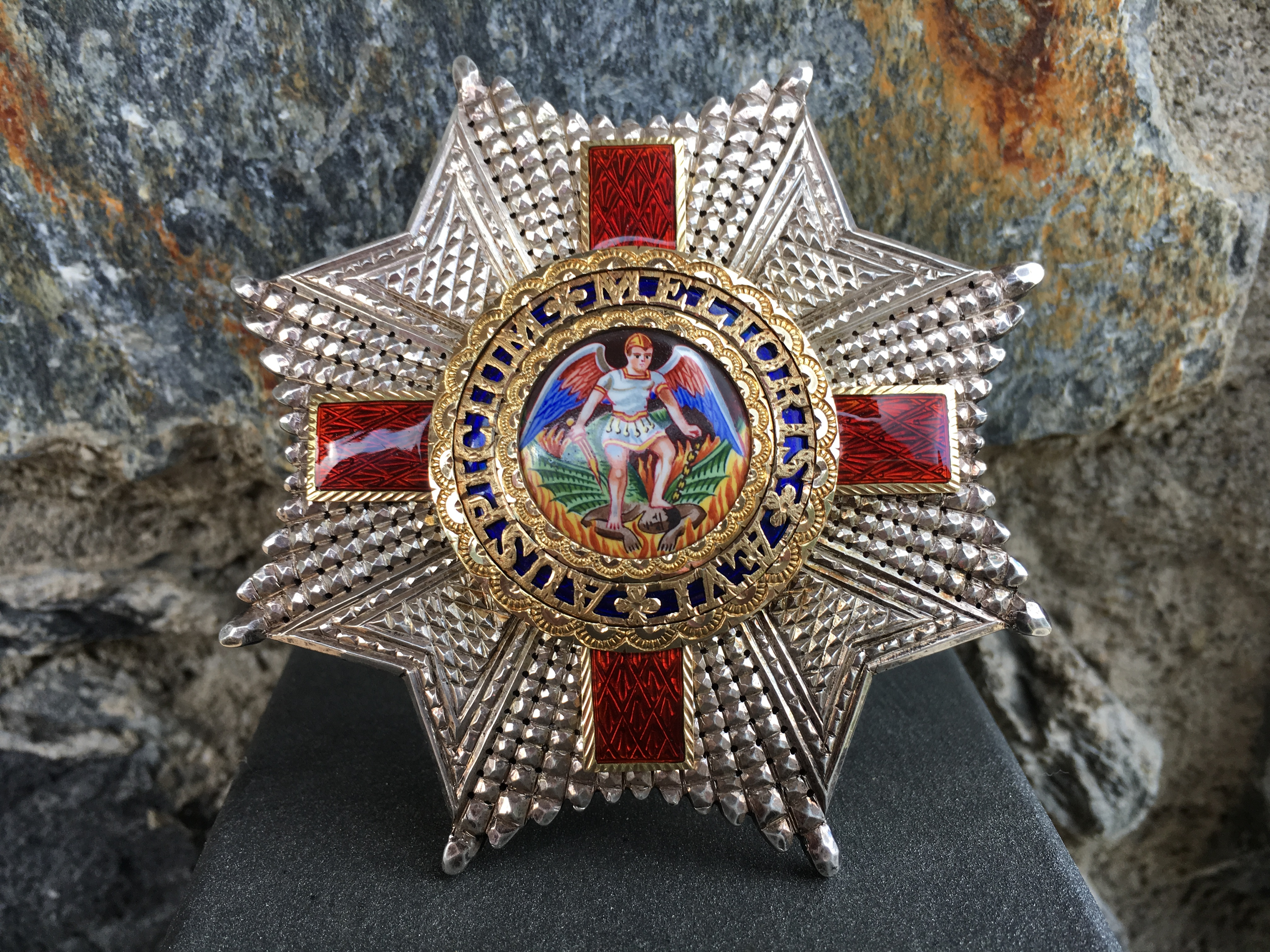
Placa de Caballero Comendador de la Orden de San Miguel y San Jorge